# Плакса (сериал)
«Пла́кса» — российский телесериал в жанре музыкальной драмы, поднимающий тему школьного буллинга. Главные роли исполняют Ника Жукова и Иван Дмитриенко.
Телесериал вышел в онлайн-кинотеатре Wink 28 сентября 2023 года, а телевизионная премьера состоялась 18 декабря 2023 года на телеканале «СТС». Второй сезон вышел на Wink и «СТС» 9 декабря 2024 года.

## Сюжет

### Первый сезон
Маша Терехова — 14-летняя девочка, учившаяся в Московской российско-американской школе, где возглавляла музыкальную группу, и её голос всегда озарял сцену. Одной иностранной строительной компании, в которой работал отец Маши, пришлось покинуть российский рынок вследствие санкций Запада. Вместе с родителями и младшим братом она переезжает в южный город Новоморск. Теперь семья вынуждена жить в старой квартире у бабушки Маши. Маша поступает в новую школу, где сразу подвергается буллингу со стороны бунтарки Кристины Козловой (Крис) и её окружения. Любовь к музыке придаёт Маше силу и мотивацию, а потому она собирает новую музыкальную группу.

### Второй сезон
История Маши Тереховой продолжается с момента, когда она уже частично адаптировалась к новой школе и жизни в провинциальном городе. Второй сезон вводит нового персонажа — Льва, сына успешного бизнесмена. Маша знакомится с ним на музыкальном фестивале в Москве. Молодой человек предлагает Маше помощь в её музыкальной карьере. Это открывает перед героиней новые перспективы, но и поднимает вопросы о том, как далеко она готова зайти ради достижения своих целей.

## В ролях
- Ника Жукова — Маша Терехова, гитаристка и лидер группы «Плакса», главная героиня
- Ваня Дмитриенко — Никита Горохов, гитарист группы «Плакса», друг Маши
- Диана Енакаева — Кристина «Крис» Козлова, соперница Маши, со 2-го сезона — её подруга и солистка группы «Плакса»
- Агата Муцениеце — Елена Терехова, мать Маши
- Роман Маякин — Андрей Терехов, отец Маши
- Ирина Розанова — Таисия Степановна, бабушка Маши
- Даниил Муравьёв-Изотов — Тим Марченко, барабанщик группы «Плакса» и, временно, «Мэт Вэй»
- Алексей Онежен — Даня Крылов, парень Крис (1-й сезон)
- Софья Николаева — Полина Листова, клавишница группы «Плакса» (до 6-й серии)
- Алексей Демидов — Володя Смирнов, оперуполномоченный, друг семьи Тереховых, отец Крис
- Афина Лукиди — Лера Булгина, «правая рука» Крис, клавишница групп «Плакса» (с 8-й серии) и «Мэт Вэй» (временно)
- Даниил Чибриков — Миша, друг Никиты (1-й сезон)
- Адам Кумаев — Денис Терехов, младший брат Маши
- Татьяна Орлова — Людмила Васильевна Шишкова, директриса школы, бабушка Матвея
- Анна Зайкова — Амалия Суреновна, учительница музыки
- Никита Тарасов — учитель географии
- Данила Рассомахин — Женя, художник
- Светлана Колпакова — мама Кристины
- Анар Халилов — Лев, управляющий TikTok-домом, киллер Маши (2-й сезон)
- Тимофей Кочнев — Матвей Березин, лидер группы «Мэт Вэй», внук Людмилы Шишковой (со 2-го сезона)
- Алина Воскресенская — Юля, сообщница Льва (со 2-го сезона)
- Даниил Савельев — Костя, сообщник Льва (со 2-го сезона)
- Баста — руководитель всероссийского вокального конкурса (2-й сезон)
- рок-группа «Три дня дождя» — (2-й сезон)
- Дмитрий Шепелев — (2-й сезон)

## Список эпизодов
| Сезон | Сезон | Серии | Период трансляции           |
| ----- | ----- | ----- | --------------------------- |
|       | 1     | 8     | 28 сентября — 9 ноября 2023 |
|       | 2     | 8     | 9 — 19 декабря 2024         |

## Создание
Продюсером, сценаристом и композитором «Плаксы» стал лидер музыкальной группы «Руки Вверх!» Сергей Жуков, на главную роль была утверждена его дочь Ника; готовясь к роли, она научилась играть на гитаре. Разработка сериала длилась полтора года, в этот период были написаны сценарий и музыка. Съёмки проходили в марте 2023 года в Сочи. Разрабатывая сериал, создатели вдохновлялись фильмом «Чучело» 1983 года.
В ходе написания сценария создатели опирались на научный труд по психологии, включающий в себя информацию о 3000 видах буллинга, 20 из которых были включены в сценарий.
Кастинг на роли школьников проводился порядка трёх месяцев, на участие в проекте претендовали 500 молодых актёров.
В декабре 2023 года сериал был продлён на второй сезон, съёмки которого стартовали в июне в Москве и Сочи и завершились в сентябре 2024 года. Продолжение разрабатывалось с акцентом на реалистичное отображение подростковых проблем, включая травлю и внутренние конфликты. Над сценарием так же работал Сергей Жуков, режиссёр — Андрей Силкин. Жуков отмечал, что второй сезон затрагивает ещё несколько важных социальных проблем, например, неполные семьи, сложности развода родителей, давление на блогеров, культ потребления, кибербуллинг и жестокость мира шоу-бизнеса. Для продолжения написано более двадцати композиций, четырнадцать из них получили клипы.

## Релиз
Первый сезон вышел на Wink 28 сентября 2023 года, премьера финальной серии состоялась 9 ноября. «Плакса» возглавила список самых популярных сериалов категории «Young Adult» видеосервиса, а все серии были просмотрены зрителями более 12 миллионов раз. 18 декабря 2023 года состоялась премьера «Плаксы» на телеканале «СТС».
Премьера второго сезона состоялась 9 декабря 2024 года, аналогично на Wink и «СТС».

## Музыка сериала
Оригинальные музыкальные композиции, созданные специально для сериала и исполненные в нём актёрами:
- Исполненные Никой Жуковой: в первом сезоне — «Девочка-плакса», «Ромео и Джульетта», «Маленькая девочка», «Я без тебя тону», «Человек сломался», «На душе шрамы»; во втором сезоне — «Любовь не верит слезам», «Осень», «Я поменяла номера», «Темно перед рассветом», «Не могу больше тебя ждать»
- Исполненные Никой Жуковой и Ваней Дмитриенко: в первом сезоне — «Хочешь, я дам тебе весь мир»; во втором сезоне — «Наивные», «Капельки на ресницах»
- Исполненные Ваней Дмитриенко: в первом сезоне — «Дыши»; во втором сезоне — «Слёзы — это серьёзно», «Не могу дышать», «Многоэтажные чувства», «На запястьях», «Телом»
- Исполнено Никой Жуковой и Дианой Енакаевой во втором сезоне — «Туманы»
- Исполнено Никой Жуковой и Анной Зайковой во втором сезоне — «Научи меня жить»

## Отзывы и награды
Обозреватель портала KudaGo похвалил монтаж и музыку в сериале. Максим Ершов, написавший для Film.ru, дал «Плаксе» отрицательный отзыв: рецензент негативно отозвался о работе сценаристов и посчитал персонажей неинтересными. В своём обзоре для интернет-издания «Комсомольская правда» Артём Гусятинский пришёл к выводу, что над сериалом «нависает тень старых добрых „Ранеток“, прямой наследницей которых, по сути, „Плакса“ и является». Иван Афанасьев, критик журнала «7 Дней», похвалил актёрскую работу Ники Жуковой и музыкальную составляющую.
Сериал был номинирован на награду «Сделано в России — 2023» в номинации «Кино, сериалы, анимация».